# Austro-Alpha
Austro-Alpha is een Oostenrijks historisch merk van motorfietsen.
De coureur Joseph Illichmann begon in 1933 in Wenen zijn eigen racemotoren te maken. Het waren 250cc-V-twins met een blokhoek van 30°, waarmee hij zelf tamelijk succesvol was. Waarschijnlijk maakte hij een kleine serieproductie, die in 1935 tot stilstand kwam. Na de Tweede Wereldoorlog bracht Illichmann opnieuw motorfietsen op de markt, dit keer 175- en 250cc-modellen met een Rotax-motor. Waarschijnlijk kocht hij zijn inbouwmotoren niet alleen bij Rotax in, maar bouwde hij ook motorfietsen met 249cc-Puch- en 244cc-ILO-tweetaktblokken. Er is zelfs sprake van een 498cc-kopklepmotor van onbekende herkomst. Omdat Illichmann ook een grote gieterij had, kon hij niet alle aandacht aan de bouw van motorfietsen schenken, waardoor de productie klein bleef. In 1952 eindigde de productie van motorfietsen. 